# El Senyor dels Anells: Els anells de poder
El Senyor dels Anells: Els anells de poder (originalment en anglès, The Lord of the Rings: The Rings of Power) és una sèrie de televisió fantàstica estatunidenca basada en la novel·la El Senyor dels Anells i els seus apèndixs de J. R. R. Tolkien. Desenvolupada pels productors guionistes J. D. Payne i Patrick McKay per al servei de reproducció en línia Prime Video, la sèrie està ambientada milers d'anys abans d′El hòbbit i El Senyor dels Anells de Tolkien a la Segona Era de la Terra Mitjana. Està produïda per Amazon Studios amb Tolkien Estate, Tolkien Trust, HarperCollins i New Line Cinema. Es va estrenar amb el doblatge i subtítols en català.
Amazon va comprar els drets de televisió de El Senyor dels Anells a Tolkien Estate el novembre de 2017, fent un compromís de producció de cinc temporades per valor d'almenys 1.000 milions de dòlars EUA. Això la convertiria en la sèrie de televisió més cara mai feta. Payne i McKay van ser contractats el juliol de 2018. La sèrie es basa principalment en els apèndixs de El Senyor dels Anells, que inclouen la discussió de la Segona Edat. El net de Tolkien Simon Tolkien va ser consultat sobre el desenvolupament de la sèrie. Segons els requisits de l'acord d'Amazon amb la finca de Tolkien, no és una continuació de les trilogies de pel·lícules de Peter Jackson de El Senyor dels Anells i El hòbbit. Malgrat això, la producció pretenia evocar les pel·lícules amb un disseny de producció similar, versions més joves de personatges de les pel·lícules i un tema principal de Howard Shore que va compondre la música d'ambdues trilogies. Bear McCreary va compondre la banda sonora de la sèrie.
Es va contractar un gran repartiment internacional, i el rodatge de vuit capítols per la primera temporada va tenir lloc a Nova Zelanda, on es van produir les pel·lícules, a partir del febrer de 2020. fins a l'agost de 2021 (amb una pausa de producció de diversos mesos durant aquest temps a causa de la pandèmia de la COVID-19). Amazon va traslladar la producció per a temporades futures al Regne Unit, on el rodatge de la segona temporada va tenir lloc d'octubre de 2022 a juny de 2023 (acabant durant la Vaga de guionistes dels Estats Units de 2023).
El senyor dels anells: Els anells de poder es va estrenar l'1 de setembre de 2022, amb els seus dos primers episodis. La resta de la primera temporada de vuit episodis va durar fins al 14 d'octubre. Amazon va dir que la temporada va ser la més vista de qualsevol sèrie original de Prime Video i que va rebre crítiques generalment positives de la crítica. la segona temporada es va estrenar el 2024.

## Premissa
Ambientat miler d'anys abans dels esdeveniments de El Hòbbit i El Senyor dels Anells, la sèrie es basa en la història de la Terra Mitjana de J. R. R. Tolkien. Comença durant una època de relativa pau i cobreix tots els esdeveniments principals de la Segona Edat de la Terra Mitjana: la forja dels Anells del Poder, l'ascens del Senyor Fosc Sàuron, la caiguda del regne insular de Númenor, i l'última aliança entre Elfs i Homes. Aquests esdeveniments tenen lloc durant milers d'anys a les històries originals de Tolkien, però estan condensats per a la sèrie.

## Episodis
| Temporada | Temporada | Episodis | Episodis | Dates d’estrena       | Dates d’estrena      |
| Temporada | Temporada | Episodis | Episodis | Primera estrena       | Última estrena       |
| --------- | --------- | -------- | -------- | --------------------- | -------------------- |
|           | 1         | 8        | 8        | 1 de setembre de 2022 | 14 d'octubre de 2022 |
|           | 2         | 8        | 8        | 2024                  | TBA                  |

## Repartiment i personatges
- Morfydd Clark com a Galàdriel: una guerrera Elfa que creu que el mal està tornant a la Terra Mitjana.[3] Els showrunners van basar la seva representació en una carta en la qual Tolkien descrivia una jove Galadriel com de tipus "Amazones".[8]
- Lenny Henry com a Sadoc Caus: un ancià Peupilós.[3][9] Henry va descriure els Peupilosos com "els homenets tradicionals de Tolkien... la gent petita d'aquest món ofereix comèdia però també pot ser increïblement valent".[10]
- Sara Zwangobani com a Malva Pasturaprat: una Peupilosa i la madrastra de la Nori[11]
- Dylan Smith com a Largo Brandipeu: un Peupilós i el pare de la Nori[11]
- Markella Kavenagh com a Elanor "Nori" Brandipeu: una Peupilosa amb un "anhel d'aventura"[12][13]
- Megan Richards com a Rosella Proudfellow: una Peupilosa curiosa amiga de la Nori[3][9]
- Robert Aramayo com a Élrond: un arquitecte i polític mig-elf.[3] Élrond passa de ser optimista i ansiós a estar cansat pel món i tancat al llarg de la sèrie.[8]
- Benjamin Walker com a Guil-galad: el Gran Rei dels Elfs que governa des del regne de Lindon.[14] Walker va destacar "l'estrany do de previsió del personatge. És previsor i... pot sentir com el pols del mal augmenta".[13]
- Ismael Cruz Córdova com a Aròndir: un Elf Silvan amb un amor prohibit per la sanadora humana Bronwyn,[3] semblant a les històries d'amor de Tolkien sobre Beren i Lúthien i Aragorn i Arwen[8]
- Nazanin Boniadi com a Bronwyn: una mare humana i curandera que posseeix un apotecari a les Terres del Sud[3]
- Tyroe Muhafidin com a Theo: fill de Bronwyn[15]
- Charles Edwards com a Celebrímbor: el ferrer elf que forja els Anells de poder,[3] és un "artesà brillant" conegut a tota la Terra Mitjana[13]
- Daniel Weyman com el Foraster: un dels Istari (Mags) que cau del cel en un meteor en flames i crea una amistat amb la Nori.[16]
- Owain Arthur com a Durin IV: el príncep de la ciutat de Khazad-dûm dels nans de la Terra Mitjana[3]
- Charlie Vickers com a Sàuron: l'antic tinent del Senyor Fosc Mórgoth que es disfressa de Halbrand humà per enganyar la Galadriel i la resta de la Terra Mitjana.[17]
- Sophia Nomvete com a Disa: esposa de Durin IV i princesa de la ciutat nana de Khazad-dûm.[3] La Disa i les altres nanes tenen pèl facial, però no tenen barbes grans com els nans mascles de la sèrie.[13]
- Lloyd Owen com a Eléndil: un mariner de Númenor i pare d'Isíldur que finalment serà líder en l'última aliança entre elfs i homes[18]
- Cynthia Addai-Robinson com a Míriel: la reina regent de Númenor,[19] un regne insular governat per Homes descendents del germà mig-elf d'Élrond, Élros[18]
- Trystan Gravelle com a Pharazôn: un conseller de Númenor de la reina regent Míriel[19]
- Maxim Baldry com a Isíldur: un mariner de Númenor que finalment es convertirà en un guerrer i rei.[3] Els escriptors volien que la història d'Isildur acabés en tragèdia més que en una ximpleria com en el material original.[8]
- Ema Horvath com a Eärien: la germana d'Isíldur, que va ser creada per a la sèrie[19]
- Joseph Mawle (temporada 1) i Sam Hazeldine (temporada 2) com a Adar: un elf caigut i el líder dels Orcs[20][21]
- Leon Wadham com a Kemen: fill de Pharazôn[19]

## Producció
Amazon va comprar els drets de televisió d'El Senyor dels Anells per 250 milions de dòlars el novembre de 2017, i es va comprometre a produir cinc temporades per un valor d'almenys 1.000 milions de dòlars. Això la convertiria en la sèrie de televisió més cara mai feta. Payne i McKay van ser contractats el juliol de 2018, i la resta de l'equip creatiu es va anunciar un any després. La sèrie es basa principalment en els apèndixs d′El Senyor dels Anells, que inclouen un debat sobre la Segona Edat, i compta amb un gran repartiment d'arreu del món. Per raons legals no és una continuació directa de les trilogies cinematogràfiques El Senyor dels Anells i El hòbbit, sinó que la producció pretenia evocar les pel·lícules amb un disseny de producció similar i versions més joves dels personatges que hi apareixen. El rodatge de la primera temporada de vuit capítols va tenir lloc a Nova Zelanda, on s'havien produït les pel·lícules, des del febrer del 2020 fins a l'agost del 2021, amb una pausa de producció de diversos mesos a causa de la pandèmia de la COVID-19. La temporada es va estrenar a Prime Video el 2 de setembre de 2022 amb doblatge i subtítols en català.
L'agost de 2021, Amazon va anunciar que la producció per a les temporades vinents tindria lloc al Regne Unit. El rodatge de la segona temporada estava prevista per a mitjan 2022.

### Desenvolupament
El juliol de 2017, es va resoldre una demanda entre Warner Bros., l'estudi darrere de les trilogies de pel·lícules Peter Jackson de El Senyor dels Anells i El Hòbbit, i la propietat de l'autor J. R. R. Tolkien en els llibres del qual es van basar aquestes pel·lícules. Amb les dues parts "en millors condicions", van començar a oferir els drets d'una possible sèrie de televisió basada en El Senyor dels Anells de Tolkien a diversos punts de venda, inclosa Amazon, Netflix i HBO, amb un preu inicial de 200 milions de dòlars EUA. HBO va llançar un remake de les pel·lícules del El Senyor dels Anells que la propietat de Tolkien no estava interessada, i Netflix va llançar diverses sèries connectades centrades en personatges com ara Aragorn i Gandalf que, segons es diu, "va espantar completament a tothom". Amazon no va presentar una història específica, però va prometre treballar estretament amb Tolkien Estate perquè poguessin "protegir el llegat de Tolkien", cosa que no van poder fer amb adaptacions anteriors. Amazon va emergir com a líder al setembre de 2017 i va entrar en negociacions. Poc habitualment per als desenvolupaments de programació a l'estudi, el CEO d'Amazon Jeff Bezos va participar personalment en les negociacions. Bezos era un fan personal de El Senyor dels Anells, i anteriorment havia donat a Amazon Studios l'encàrrec de desenvolupar una sèrie de fantasia ambiciosa d'escala comparable a la de Game of Thrones de HBO.
El 13 de novembre de 2017, Amazon va adquirir els drets de televisió globals per prop de 250 milions de dòlars. Els crítics de la indústria van descriure aquesta quantitat, abans de qualsevol cost de producció i sense cap talent creatiu vinculat al projecte, com a "demencial". tot i que alguns consideraven que el projecte era més un risc reputacional per a Amazon que no pas financer a causa de la riquesa de Bezos. El servei de streaming d'Amazon Amazon Prime Video va donar un compromís de diverses temporades amb la sèrie que es creia que duraria cinc temporades, amb la possibilitat d'una sèrie derivada també. Malgrat això, Prime Video va haver de donar una llum verda formal a les temporades futures abans que es pogués començar a treballar-hi. S'esperava que el pressupost estigués entre els 100 i els 150 milions de dòlars per temporada, i probablement superés els 1.000 milions de dòlars, cosa que la convertiria en la sèrie de televisió més cara mai feta. Warner Bros. Television no va participar en el projecte perquè Amazon Studios volia produir-lo ells mateixos. Amazon treballava amb Tolkien Estate, Tolkien Trust, HarperCollins i New Line Cinema (la divisió de Warner Bros. que va produir les pel·lícules). Es va informar que es va incloure New Line per permetre l'ús de material de les pel·lícules. The Tolkien Estate va imposar restriccions creatives a la sèrie, i l'acord estipulava que la producció comencés en dos anys.
Es va informar que la primera temporada es centraria en un jove Aragorn el maig del 2018. Jennifer Salke, la cap d'Amazon Studios, va dir un mes més tard que l'acord per a la sèrie acabava de finalitzar oficialment. L'estudi va conèixer més de 30 guionistes potencials, inclosos els germans Russo i Anthony McCarten, i va demanar històries basades en qualsevol cosa de El Hòbbit de Tolkien, El Senyor dels Anells i els seus apèndixs. Aquestes incloïen històries de preqüela centrades en personatges com ara Aragorn, Gimli i Gandalf. J. D. Payne i Patrick McKay van presentar una sèrie que explorava els principals esdeveniments de la Segona Edat de la Terra Mitjana, milers d'anys abans de El Senyor dels Anells, inclosa la forja dels Anells de poder, l'ascens del Senyor Fosc Sàuron, la caiguda del regne insular de Númenor i l'última aliança entre els Elfs i Homes. Aquests esdeveniments es van cobrir en un pròleg de cinc minuts a les pel·lícules El Senyor dels Anells, i la parella volia ampliar-ho a "50 hores de televisió". En contrast amb els altres guionistes experimentats que s'entrevistaven, Payne i McKay només havien escrit escrits sense produir ni acreditar. Van ser defensats per Amazon pel director J. J. Abrams que va treballar amb ells en una pel·lícula Star Trek sense produir, i van ser contractats per desenvolupar la sèrie el juliol de 2018. Payne va dir que la seva presentació semblava "una història sorprenent i no explicada" que era "digna de Tolkien". i McKay va afegir: "No volíem fer una cosa secundària. Un spin-off o la història d'origen d'una altra cosa. Volíem arribar una gran mega èpica tolkieniana, i Amazon" va estar d'acord.
Jackson va dir el desembre de 2018 que ell i els seus socis productors de pel·lícules llegirien alguns guions de la sèrie i hi oferirien notes, però més tard va declarar que això no va passar. Amazon va explicar que l'acord per adquirir els drets de televisió de El Senyor dels Anells els obligava a mantenir la sèrie diferent de les pel·lícules de Jackson i, segons es diu, la propietat de Tolkien estava en contra de la participació de Jackson en el projecte. Payne i McKay es van confirmar com a productors creadors i productors executius el juliol de 2019, quan es va revelar l'equip creatiu complet del projecte. Els productors executius addicionals inclouen Lindsey Weber, Callum Greene, J. A. Bayona, Belén Atienza, Justin Doble, Jason Cahill, Gennifer Hutchison, Bruce Richmond i Sharon Tal Yguado. Prime Video va demanar oficialment una segona temporada el novembre de 2019. i va anunciar el títol complet de la sèrie, El Senyor dels Anells: Els anells de poder, el gener de 2022. Payne i McKay van creure que el títol podria "viure entre la columna vertebral d'un llibre juntament amb altres clàssics de J.R.R. Tolkien".

### Guió
El Senyor dels Anells i El Hòbbit es desenvolupen durant la Tercera Edat, mentre que la La Primera i la Segona Edat s'exploren en altres escrits de Tolkien com ara  El Silmaríl·lion, Contes inacabats i La història de la Terra Mitjana. Com que Amazon només va comprar els drets de televisió de El Senyor dels Anells i El Hòbbit, els escriptors van haver d'identificar totes les referències a la Segona Edat en aquells llibres i crear una història que unís aquests passatges. Aquests es troben principalment als apèndixs de El Senyor dels Anells, però també en determinats capítols i cançons. Tolkien Estate estava preparat per vetar qualsevol canvi de la seva narrativa establerta, incloent qualsevol cosa que contradigués el que Tolkien va escriure en altres obres. Els escriptors eren lliures d'afegir personatges o detalls, i va treballar amb la propietat i els experts de Tolkien per assegurar-se que encara fossin "tolkienians". Van fer referència a les cartes que Tolkien va escriure sobre les seves obres i la seva mitologia per obtenir un context addicional sobre l'escenari i els personatges. Simon Tolkien, novel·lista i net de J.R.R. Tolkien, va consultar la sèrie i va ajudar a desenvolupar la seva història i els personatges. Se l'acredita com a "consultor de sèries". Els productors creadors no estaven d'acord amb els suggeriments que la sèrie només estava "vagament connectada" amb els escrits de Tolkien. McKay va dir que sentien que estava "profundament connectat" i una "història que estem gestionant que estava aquí davant nostre i que estava esperant en aquells llibres" per ser explicada. Als crèdits finals de la sèrie hi ha una exempció de responsabilitat que indica que alguns elements "s'inspiren, encara que no estan continguts en el material original".
Payne i McKay sabien que s'esperava que la sèrie tingués cinc temporades i van poder planificar elements de l'última temporada, inclosa la presa final de la sèrie, mentre treballaven en la primera. Com que no van poder adaptar el diàleg de les històries de la Segona Edat de Tolkien, els escriptors van intentar reutilitzar el diàleg al qual tenien accés alhora que s'inspiraven en textos religiosos i poesia. Van adaptar el diàleg a diferents personatges utilitzant dialectes i mètrica poètica. Leith McPherson va tornar de les pel·lícules del Hòbbit com a entrenador de dialectes i va assenyalar que els idiomes de ficció de Tolkien evolucionen amb el temps, de manera que són diferents per a la Segona Edat en comparació amb la Tercera. Els elfs de la sèrie parlen majoritàriament Quenya, una llengua descrita com a "llatí èlfic" que sovint només s'utilitza per fer encanteris a la Tercera Edat. Les llengües dels nans i els orcs també s'escolten, juntament amb els dialectes anglesos, escocesos i irlandesos en la versió original. La major desviació feta a partir de les obres de Tolkien, que va ser aprovada pels experts en patrimonis i tradicions, va ser condensar la Segona Edat de milers d'anys a un curt període. Això va evitar que els personatges humans morin sovint a causa de la seva vida relativament curta i va permetre que els personatges principals de més endavant en la línia de temps fossin introduïts al principi de la sèrie. Els productors creadors van considerar utilitzar una narració no lineal, però van considerar que això impediria que l'audiència invertís emocionalment en la sèrie. Van dir que molts drames històrics de la vida real també condensaven esdeveniments com aquest i van sentir que encara respectaven "l'esperit i el sentiment" dels escrits de Tolkien.
Després que es revelés que la sèrie havia contractat Jennifer Ward-Lealand com a coordinadora d'intimitat, els fans de Tolkien van expressar la seva preocupació perquè inclogués sexe i violència gràfica a l'estil de Game of Thrones. Payne i McKay van dir que aquest no seria el cas i que la sèrie seria familiar. Esperaven evocar el to dels llibres de Tolkien, que pot ser "intens, de vegades bastant polític, de vegades bastant sofisticat, però també és commovedor, afirma la vida i l'optimisme". També van dir que no volien deixar-se influenciar per la política moderna, aspirant a explicar una història atemporal que coincideixi amb la mateixa intenció de Tolkien de crear una mitologia que sempre fos aplicable.

### Càsting
Salke va declarar el juny de 2018 que la sèrie inclouria alguns personatges de les pel·lícules, i els productors creadors pretenien que els nous actors sembli que podrien créixer i ser els seus homòlegs cinematogràfics. El gener de 2020, Amazon va anunciar que el repartiment principal de la sèrie inclouria Robert Aramayo, Owain Arthur, Nazanin Boniadi, Tom Budge, Morfydd Clark, Ismael Cruz Córdova, Ema Horvath, Markella Kavenagh, Joseph Mawle, Tyroe Muhafidin, Sophia Nomvete, Megan Richards, Dylan Smith, Charlie Vickers, i Daniel Weyman. Aramayo i Clark van ser elegits com a versions més joves dels personatges de la pel·lícula Élrond i Galadriel, respectivament. El codirector de televisió d'Amazon, Vernon Sanders, va assenyalar que encara hi havia alguns papers clau que encara s'havien d'omplir. Al desembre, Amazon va anunciar 20 nous membres del repartiment: Cynthia Addai-Robinson, Maxim Baldry, Ian Blackburn, Kip Chapman, Anthony Crum, Maxine Cunliffe, Trystan Gravelle, Lenny Henry, Thusitha Jayasundera, Fabian McCallum, Simon Merrells, Geoff Morrell, Peter Mullan, Lloyd Owen, Augustus Prew, Peter Tait, Alex Tarrant, Leon Wadham, Benjamin Walker, i Sara Zwangobani. Baldry, Owen i Walker retraten Isildur, Elendil i Gil-galad, respectivament, personatges que van aparèixer a les pel·lícules durant els flashbacks. Budge va revelar el març del 2021 que Amazon havia decidit reformular el seu personatge després de filmar diversos episodis. Charles Edwards was cast to replace him that July. Will Fletcher, Amelie Child-Villiers i Beau Cassidy també es van afegir al repartiment.
A principis de desembre de 2022, Sam Hazeldine es va revelar que havia substituït Joseph Mawle en el paper d'Adar per a la segona temporada. Amazon també va anunciar el càsting de Gabriel Akuwudike, Yasen "Zates" Atour, Ben Daniels, Amelia Kenworthy, Nia Towle i Nicholas Woodeson. Una setmana més tard, Amazon va anunciar encara més el càsting d'Oliver Alvin-Wilson, Stuart Bowman, Gavi Singh Chera, William Chubb, Kevin Eldon, Will Keen, Selina Lo, i Calam Lynch. Amazon va anunciar el març de 2023 que Ciarán Hinds, Rory Kinnear i Tanya Moodie tindrien papers recurrents a la segona temporada.

### Disseny
L'il·lustrador i artista conceptual John Howe va dir l'agost de 2019 que la sèrie es mantindria fidel als dissenys de les trilogies de pel·lícules. Payne i McKay van aclarir més tard que la sèrie no és una continuació directa de les pel·lícules, segons l'acord d'Amazon per a la sèrie, però no volien que "xoqués" amb les pel·lícules i van intentar tenir dissenys semblants. Van aprofitar l'experiència de Howe treballant en les adaptacions de Jackson, així com la de la dissenyadora de vestuari Kate Hawley que va treballar a les pel·lícules del Hòbbit. Altres influències van incloure l'adaptació televisiva animada de 1977 de El hòbbit de Rankin/Bass. Howe havia omplert 40 quaderns de dibuixos amb dibuixos per al projecte el maig de 2022.
Rick Heinrichs es va anunciar inicialment com a dissenyador de producció, i va ajudar a "llançar" els dissenys de la sèrie abans de sortir del projecte. Va ser substituït per Ramsey Avery, qui va dir que el seu major repte era fer que la Terra Mitjana se sentís familiar i nova. Va abordar això intentant crear un món "vibrant, ric i daurat" que contrastés amb les pel·lícules en què "tot està en decadència i s'esvaeix". Avery va deixar la sèrie després de la primera temporada per treballar en la pel·lícula Captain America: Brave New World (2024), i va ser substituït per Kristian Milsted per a la temporada.

### Rodatge
El juny de 2018, Salke va dir que la sèrie es podria produir a Nova Zelanda, on es van fer les trilogies cinematogràfiques, però Amazon també estava disposada a rodar a altres països sempre que pogués "oferir aquestes ubicacions d'una manera realment autèntica, perquè volem que sembli increïble". Amazon va confirmar el setembre de 2019 que el rodatge de la primera temporada es faria a Nova Zelanda. Escòcia també s'havia considerat com una ubicació. El rodatge de la temporada va començar a Auckland el febrer de 2020, amb J. A. Bayona dirigint els dos primers episodis. La producció es va suspendre a mitjans de març a causa de la pandèmia de la COVID-19, i aquest tancament es va convertir en una pausa de producció ja planificada que va permetre revisar les imatges dels dos primers episodis i començar l'escriptura de la segona temporada.
 El rodatge es va reprendre a finals de setembre. Wayne Che Yip i Charlotte Brändström van dirigir la resta d'episodis de la temporada. Al voltant d'un terç del rodatge es va dur a terme al voltant de Nova Zelanda. La producció de la primera temporada va ser oficialment embolicada el 2 d'agost de 2021.
La setmana després d'acabar el rodatge de la primera temporada, Amazon va anunciar que traslladava la producció de la sèrie al Regne Unit a partir de la segona temporada. Els factors que van influir en el canvi van incloure que Amazon ja invertia molt en espais d'estudi del Regne Unit per a altres produccions, així com les polítiques frontereres restrictives de l'era de la pandèmia de Nova Zelanda. The Tolkien Estate també volia que la sèrie es filmés al Regne Unit, ja que Tolkien es va inspirar en llocs d'allà quan va escriure els seus llibres. S'esperava que la preproducció de la segona temporada comencés al Regne Unit el segon trimestre del 2022, tenint lloc simultàniament a la postproducció de la primera temporada que va continuar a Nova Zelanda fins al juny de 2022. El rodatge de la segona temporada va començar el 3 d'octubre. amb Brändström, Sanaa Hamri i Louise Hooper dirigint. El rodatge va tenir lloc principalment als Bray Film Studios i la base aèria de Bovingdon fprop de Londres, amb localització de rodatge al Regne Unit i a les Illes Canàries. La producció de la temporada va acabar el juny de 2023, enmig de la vaga de guionistes dels Estats Units de 2023.

### Efectes visuals
Company 3 va crear un entorn de postproducció al núvol pel qual van passar tots els treballs i actius de la sèrie, cosa que va permetre al productor Ron Ames gestionar tota la postproducció de forma remota. Això es va convertir en una necessitat durant la pandèmia i va ajudar a donar un avantatge a la producció a la segona temporada quan es va traslladar al Regne Unit. Els principals venedors d'efectes visuals de la primera temporada van ser Wētā FX, que tornava de les pel·lícules de Jackson, i Industrial Light & Magic. Tots els venedors van ser supervisats pel supervisor d'efectes visuals Jason Smith. Els efectes de la temporada inclouen personatges que apareixen a diferents escales, entorns augmentats, criatures, i màgia.
La seqüència del títol d'obertura va ser codirigida per Katrina Crawford i Mark Bashore de l'estudi creatiu Plains of Yonder. No van veure cap material de la sèrie quan van començar a treballar i, en canvi, es van inspirar en Tolkien. Basant-se en la història de la creació de l'autor en què el món es crea a partir de la música, la parella va suggerir que la seqüència del títol fos "construïda a partir del món del so". Van investigar la ciència de la cimàtica, utilitzant una placa Chladni casolana i imatges d'iPhone a càmera lenta per provar quines formes es podrien formar amb partícules de sorra per les vibracions de diferents sons (incloent-hi els cants gregorians), música angelical, rock and roll i cants de balenes). Per a les seqüències finals, Crawford i Bashore van utilitzar una plataforma de 0,61 m d'ample i van programar tons per crear patrons bàsics com ara diamants i remolins que es van filmar pràcticament. L'equip d'efectes visuals de Plains of Yonder va intentar replicar el "moviment defectuós i salvatge" de la fotografia real per a plans que inclouen iconografia dels escrits de Tolkien com els Dos Arbres de Vàlinor, l'estrella de vuit puntes associada amb el personatge Fëanor, la geografia de la Terra Mitjana, i cada conjunt dels Anells de Poder (nou anells humans, set nans, tres anells elfs i l'Anell Únic). La seqüència va trigar set mesos a completar-se.

### Música
Howard Shore, el compositor de les pel·lícules El Senyor dels Anells i El Hobbit, va estar en converses amb Amazon sobre treballar en la sèrie el setembre de 2020. Es va dir que estava interessat en el desenvolupament de temes musicals però no necessàriament en la composició de la banda sonora sencera. Es va confirmar que Shore estava en converses per a la sèrie un any després, quan es va informar que el compositor Bear McCreary també estava implicat. La seva contractació es va anunciar oficialment el juliol de 2022, amb McCreary component la partitura i Shore escrivint el tema principal del títol. A McCreary se li va prohibir contractualment citar qualsevol tema que Shore va escriure per a les pel·lícules.
McCreary va dir que la sèrie era una "oportunitat única a la vida" per treballar en una partitura tan ambiciosa i esperava crear una "continuïtat del concepte" entre la sèrie i el treball de Shore a les pel·lícules. Va escriure més de 15 temes nous per a la sèrie. Tot i que el tema principal de Shore es va compondre independentment del treball de McCreary, McCreary va sentir que "encaixa molt bé" amb la seva pròpia música. El 19 d'agost de 2022 es va publicar un àlbum de banda sonora amb el tema principal de Shore i seleccions de la partitura de McCreary per a la primera temporada. També es van publicar àlbums addicionals amb la partitura completa de McCreary per a cada episodi.

## Màrqueting
Les primeres promocions de la sèrie a les xarxes socials utilitzaven diversos mapes de la Segona Edat de la Terra Mitjana, així com fragments de la novel·la El Senyor dels Anells. Els mapes van ser dissenyats i creats per l'il·lustrador John Howe i supervisats per l'estudiós de Tolkien Tom Shippey per assegurar-se que fossin exactes amb les obres de Tolkien. Howe i Shippey van passar molt de temps treballant en els mapes, que es basaven en els mapes de Númenor de Tolkien durant la Segona Edat, així com els seus mapes de la Tercera Edat. Malgrat els seus esforços, HarperCollins va rebre queixes dels fans poc després que els mapes es publiquessin en línia sobre dos errors que van cometre.
Amazon va considerar crucial la revelació del títol complet de la sèrie el gener de 2022 perquè va començar la campanya de màrqueting de la sèrie a l'inici del seu any d'estrena. En lloc d'utilitzar només efectes visuals per crear la revelació del títol, l'estudi va llançar un vídeo d'anunci en què les lletres del títol es fan físicament de metall fos mentre un fragment del "Vers de l'Anell" de El Senyor dels Anells es llegeix en veu en off. El vídeo va ser dirigit per Klaus Obermeyer, que va treballar amb el supervisor d'efectes especials Lee Nelson sota l'assessorament del veterà supervisor d'efectes especials Douglas Trumbull. Van filmar el vídeo amb el fonador Landon Ryan a finals de 2021 a Los Angeles, després d'experimentar amb diferents combinacions de metalls, així com amb pols de bengala, argó abocat i hidrogen líquid, per crear l'aspecte desitjat. El metall final era una barreja de bronze i alumini que s'abocava en motlles de sorra comprimida que es podia utilitzar diverses vegades. L'abocament es va filmar a 5.000 fotogrames per segon amb una càmera Phantom Flex4K perquè es pogués mostrar en càmera ultra lenta. Per a la targeta de títol final, les lletres falsificades estaven inscrites amb escriptura èlfica i col·locades sobre un gran tros de fusta sequoia. El personal del lloc web de fans de Tolkien TheOneRing.net i els periodistes d'entreteniment van ser convidats per Amazon per veure el rodatge del vídeo. Prologue Films va proporcionar previsualització per a la seqüència, així com composició i efectes visuals addicionals. Van recrear digitalment la targeta del títol final, tenint cura de mantenir la "integritat dels plans i la il·luminació en directe".

El juny de 2022 es va anunciar un nou llibre que narrava els esdeveniments de la Segona Edat de la Terra Mitjana. Amb el títol The Fall of Númenor («La caiguda de Númenor»), va ser compilat i editat per l'estudiós de Tolkien Brian Sibley a partir dels escrits de Tolkien sobre la Segona Edat. El llibre es va publicar el novembre de 2022 després del llançament de la primera temporada Els Anells de Poder, per capitalitzar el nou interès per les obres de Tolkien sorgits de l'estrena de la sèrie.

## Estrena
El Senyor dels Anells: els anells de poder es va estrenar a Prime Video als Estats Units l'1 de setembre de 2022. Els episodis es van publicar a més de 240 països i territoris al mateix temps que els EUA.

## Doblatge al català
La producció del doblatge en català va ser en paral·lel al del castellà. El doblatge va ser produït per Deluxe 103 i dirigit i adaptat per Marc Zanni a partir de la traducció de Dani Solé. Va comptar amb l'assessorament lingüístic de David Arnau, que havia treballat en el doblatge en català de les pel·lícules de la sèrie de pel·lícules d'El Senyor dels Anells.
Disposa de les veus de d'Estel Tort (Galàdriel), Marcel Navarro (Fínrod), Sergi Mani (Thondir), Lluís Gustems (Rían), Xavier Martín (Sadoc), Alicia Laorden (Marigold Gamgí), Neus Sendra (Malva), Roser Aldabó (Vilma), Miquel Bonet (Largo), entre d'altres. La subtitulació es va encomanar a Guillermo Parra.
El doblatge va rebre una bona acollida pels usuaris a les xarxes socials, que van destacar el vocabulari emprat i el fet que cada raça de la Terra Mitjana empri un registre diferent.
Solé i Zanni van ser finalistes de la categoria de millor traducció i adaptació per doblatge de sèrie als XI premis ATRAE.

## Rebuda

### Audiència
Amazon va anunciar que Els anells de poder havia estat vist per 25 milions d'espectadors a tot el món durant les primeres 24 hores que els dos primers episodis estaven disponibles a Prime Video, l'estrena més gran del servei mai vista. Aquesta va ser la primera vegada que Amazon va declarar públicament les dades d'audiència de Prime Video i la companyia no va especificar quant d'episodi havia de veure un usuari perquè comptés com a espectador. Al desembre de 2022, la sèrie havia estat vista per més de 100 milions d'espectadors a tot el món i era la sèrie més vista de Prime Video en la seva història. Sanders va dir que va ser "un èxit tremend". L'abril de 2023, Kim Masters a The Hollywood Reporter va informar que la temporada només va acabar el 37 per cent dels seus espectadors inicials dels Estats Units i el 45 per cent dels espectadors internacionals. Salke va respondre que els intents de pintar la sèrie com a menys que un èxit no reflectien les discussions internes d'Amazon.

### Resposta crítica
El lloc web de l'agregador de ressenyes Rotten Tomatoes va informar d'una puntuació d'aprovació del 83% per a la primera temporada basada en 489 ressenyes. El consens crític del lloc web diu: "Pot ser que encara no sigui l'espectacle únic per governar-los tots, però Els anells de poder  encanta amb la seva presentació opulenta i la seva interpretació profundament sentida de la Terra Mitjana". Metacritic, que utilitza una mitjana ponderada, va assignar una puntuació de 71 sobre 100 basat en les ressenyes de 40 crítics, indicant "crítiques generalment favorables".

### Premis
| Premi                                                 | Data de la cerimònia   | Categoria                                                                                                | Destinataris | Resultat  | Ref.            |
| ----------------------------------------------------- | ---------------------- | --- | --- | --------- | --------------- |
| Art Directors Guild Awards                            | 18 de febrer de 2023   | Excel·lència en disseny de producció per a un període d'una hora o sèrie de fantasia amb una sola càmera | Ramsey Avery (per a "Adar") | Guanyador | [ 127 ]         |
| Art Directors Guild Awards                            | 18 de febrer de 2023   | Excel·lència en disseny de producció per a un comercial                                                  | Brian Branstetter (per a "Anunci del títol") | Guanyador | [ 127 ]         |
| ASCAP Composers' Choice Awards                        | 16 de maig de 2023     | Puntuació televisiva de l'any                                                                            | Bear McCreary | Nominat   | [ 128 ]         |
| Camerimage                                            | 19 de novembre de 2022 | Millor Episodi                                                                                           | J. A. Bayona i Óscar Faura (per "A Shadow of the Past") | Nominat   | [ 129 ] [ 130 ] |
| Canneseries                                           | 19 d'abril de 2023     | Madame Figaro Rising Star Award                                                                          | Morfydd Clark | Guanyador | [ 131 ]         |
| Costume Designers Guild Awards                        | 27 de febrer de 2023   | Excel·lència en televisió de ciència-ficció/fantasia                                                     | Kate Hawley (per a "A Shadow of the Past") | Nominat   | [ 132 ]         |
| Critics' Choice Awards                                | 15 de gener de 2023    | Millor actor secundari en una sèrie dramàtica                                                            | Ismael Cruz Córdova | Nominat   | [ 133 ]         |
| Critics' Choice Super Awards                          | 16 de març de 2023     | Millor sèrie de ciència-ficció/fantasia, sèrie limitada o pel·lícula feta per a televisió                | El Senyor dels Anells: Els anells de poder | Nominat   | [ 134 ]         |
| Critics' Choice Super Awards                          | 16 de març de 2023     | Millor actriu en una sèrie de ciència-ficció/fantasia, sèrie limitada o pel·lícula feta per a televisió  | Morfydd Clark | Nominat   | [ 134 ]         |
| Dorian Awards                                         | 26 de juny de 2023     | Espectacle més impactant visualment                                                                      | El Senyor dels Anells: Els anells de poder | Nominat   | [ 135 ]         |
| Gold Derby Awards                                     | 16 d'agost de 2023     | Actor secundari de drama                                                                                 | Ismael Cruz Córdova | Nominat   | [ 136 ]         |
| Golden Reel Awards                                    | 26 de febrer de 2023   | Assoliment destacat en edició de so – Diàleg llarg d'emissió / ADR                                       | Robby Stambler, Damian Del Borrello, Stefanie Ng, Ailene Roberts, Ray Beentjes, Gareth Van Niekirk (per a "Udûn")                                                                                | Nominat   | [ 137 ]         |
| Golden Reel Awards                                    | 26 de febrer de 2023   | Assoliment destacat en edició de so – Efectes de forma llarga emissió / Foley                            | Damian Del Borrello, Robby Stambler, Paula Fairfield, James Miller, Chris Terhune, Gareth Van Niekerk, Ryan A. Sullivan, Goeun Everett, Richard Wills, Jonathan Bruce, Amy Barber (per a "Udûn") | Nominat   | [ 137 ]         |
| Golden Reel Awards                                    | 26 de febrer de 2023   | Assoliment destacat en edició musical: emissió llarga                                                    | Jason Smith, Michael Baber (per a "Alloyed") | Nominat   | [ 137 ]         |
| Golden Trailer Awards                                 | 29 de juny de 2023     | Millor aventura de fantasia per a una sèrie de televisió/streaming (tràiler/teaser/espot de televisió)   | Trailer Park Group | Nominat   | [ 138 ]         |
| Golden Trailer Awards                                 | 29 de juny de 2023     | Millor banda sonora original per a una sèrie de televisió/streaming (tràiler/teaser/spot de televisió)   | Trailer Park Group | Nominat   | [ 138 ]         |
| Golden Trailer Awards                                 | 29 de juny de 2023     | Millor BTS/EPK per a una sèrie de televisió/streaming (més de 2 minuts)                                  | SunnyBoy Entertainment (per "Darrere de les Escenes" de "Alloyed") | Nominat   | [ 138 ]         |
| Golden Trailer Awards                                 | 29 de juny de 2023     | Millor cartellera (per a llargmetratge o sèrie de televisió/streaming)                                   | WORKS ADV (per a Statue Billboard) | Nominat   | [ 138 ]         |
| Hollywood Critics Association TV Awards               | 2023                   | Millor actor secundari en una sèrie dramàtica en streaming                                               | Ismael Cruz Córdova | Pendent   | [ 139 ]         |
| Hollywood Critics Association Creative Arts TV Awards | 2023                   | Millors vestits de fantasia o ciència-ficció                                                             | El Senyor dels Anells: Els anells de poder | Pendent   | [ 139 ]         |
| Hollywood Music in Media Awards                       | 16 de novembre de 2022 | Banda sonora original: programa de televisió/sèrie limitada                                              | Bear McCreary | Nominat   | [ 140 ]         |
| International Film Music Critics Association Awards   | 18 de juliol de 2023   | Banda sonora de l'any                                                                                    | El Senyor dels Anells: Els anells de poder (música de Bear McCreary, tema de Howard Shore) | Guanyador | [ 141 ] [ 142 ] |
| International Film Music Critics Association Awards   | 18 de juliol de 2023   | Compositor de l'any                                                                                      | Bear McCreary | Guanyador | [ 141 ] [ 142 ] |
| International Film Music Critics Association Awards   | 18 de juliol de 2023   | Composició de l'any                                                                                      | "Galadriel" (música de Bear McCreary) | Nominat   | [ 141 ] [ 142 ] |
| International Film Music Critics Association Awards   | 18 de juliol de 2023   | Composició de l'any                                                                                      | "Númenor" (música de Bear McCreary) | Nominat   | [ 141 ] [ 142 ] |
| International Film Music Critics Association Awards   | 18 de juliol de 2023   | Composició de l'any                                                                                      | "Sailing Into the Dawn" (música de Bear McCreary) | Nominat   | [ 141 ] [ 142 ] |
| International Film Music Critics Association Awards   | 18 de juliol de 2023   | Millor banda sonora original per a televisió                                                             | El Senyor dels Anells: Els anells de poder (música de Bear McCreary, tema de Howard Shore) | Guanyador | [ 141 ] [ 142 ] |
| Movieguide Awards                                     | 26 de febrer de 2023   | Televisió de millor públic madur                                                                         | "Alloyed" | Guanyador | [ 143 ]         |
| Movieguide Awards                                     | 26 de febrer de 2023   | Epiphany Prize Television                                                                                | "Alloyed" | Nominat   | [ 143 ]         |
| Movieguide Awards                                     | 26 de febrer de 2023   | Faith & Freedom Award Television                                                                         | "Alloyed" | Nominat   | [ 143 ]         |
| People's Choice Awards                                | 22 de desembre de 2022 | The Sci-Fi/Fantasy Show of 2022                                                                          | El Senyor dels Anells: Els anells de poder | Nominat   | [ 144 ]         |
| Primetime Creative Arts Emmy Awards                   | 7 de gener de 2024     | Disfresses de fantasia/ciència-ficció excepcionals                                                       | Kate Hawley, Libby Dempster, Lucy McLay, Jaindra Watson, Pip Lingard, Jenny Rushton (per a "A Shadow of the Past")                                                                               | Pendent   | [ 145 ]         |
| Primetime Creative Arts Emmy Awards                   | 7 de gener de 2024     | Disseny del títol principal destacat                                                                     | Katrina Crawford, Mark Bashore, Anthony Vitagliano, Fernando Domínguez Cózar | Pendent   | [ 145 ]         |
| Primetime Creative Arts Emmy Awards                   | 7 de gener de 2024     | Excel·lent maquillatge protèsic                                                                          | Jason Docherty, Dan Perry, Mark Knight, Simon Rose (per a "Adar") | Pendent   | [ 145 ]         |
| Primetime Creative Arts Emmy Awards                   | 7 de gener de 2024     | Tema musical de títol                                                                                    | Howard Shore | Pendent   | [ 145 ]         |
| Primetime Creative Arts Emmy Awards                   | 7 de gener de 2024     | Muntatge de so excepcional per a una sèrie de comèdia o drama (d'una hora)                               | Robert Stambler, Damian Del Borrello, Ailene Roberts, Stefanie Ng, Paula Fairfield, Chris Terhune, James Miller, Michael Baber, Jason Smith, Amy Barber, Jonathan Bruce (per a "Udûn")           | Pendent   | [ 145 ]         |
| Primetime Creative Arts Emmy Awards                   | 7 de gener de 2024     | Efectes visuals especials excepcionals en una temporada o una pel·lícula                                 | Ron Ames, Jason Smith, Nigel Sumner, Ara Khanikian, Dean Clarke, Ken McGaugh, Tom Proctor, Greg Butler, Joe Henderson                                                                            | Pendent   | [ 145 ]         |
| Screen Actors Guild Awards                            | 26 de febrer de 2023   | Actuació destacada d'un conjunt d'acrobàcies en una sèrie de televisió                                   | El Senyor dels Anells: Els anells de poder | Nominat   | [ 146 ]         |
| Set Decorators Society of America Awards              | 2 d'agost de 2023      | Millor èxit en decoració/disseny d'una sèrie de fantasia o ciència-ficció d'una hora                     | Megan Vertelle i Ramsey Avery | Nominat   | [ 147 ]         |
| Society of Composers & Lyricists Awards               | 15 de febrer de 2023   | Banda sonora destacada per a la televisió                                                                | Bear McCreary | Nominat   | [ 148 ]         |
| Visual Effects Society Awards                         | 15 de febrer de 2023   | Efectes visuals excepcionals en un episodi fotoreal                                                      | Jason Smith, Ron Ames, Nigel Sumner, Tom Proctor, Dean Clarke (per a "Udûn") | Guanyador | [ 149 ] [ 150 ] |
| Visual Effects Society Awards                         | 15 de febrer de 2023   | Entorn creat excepcional en un episodi, comercial o projecte en temps real                               | Dan Wheaton, Nico Delbecq, Dan LeTarte, Julien Gauthier (per a la ciutat de Númenor a "Adar") | Guanyador | [ 149 ] [ 150 ] |
| Visual Effects Society Awards                         | 15 de febrer de 2023   | Entorn creat excepcional en un episodi, comercial o projecte en temps real                               | James Ogle, Péter Bujdosó, Lon Krung, Shweta Bhatnagar (per a Khazud Dûm a "Adrift") | Nominat   | [ 149 ] [ 150 ] |
| Visual Effects Society Awards                         | 15 de febrer de 2023   | Simulacions d'efectes excepcionals en un episodi, comercial o projecte en temps real                     | Kurt Debens, Hamish Bell, Robert Kelly, Gabriel Roccisano (per a la destrucció del volcà a "Udûn")                                                                                               | Guanyador | [ 149 ] [ 150 ] |
| Visual Effects Society Awards                         | 15 de febrer de 2023   | Simulacions d'efectes excepcionals en un episodi, comercial o projecte en temps real                     | Rick Hankins, Aron Bonar, Branko Grujcic, Laurent Kermel (per a l'aigua i el magma "Udûn") | Nominat   | [ 149 ] [ 150 ] |
| Visual Effects Society Awards                         | 15 de febrer de 2023   | Composició i il·luminació excepcionals en un episodi                                                     | Sornalingam P, Ian Copeland, Nessa Mingfang Zhang, Yuvaraj S (per a la càrrega de cavalleria de Tirharad a "Udûn")                                                                               | Nominat   | [ 149 ] [ 150 ] |
| Visual Effects Society Awards                         | 15 de febrer de 2023   | Efectes especials (pràctics) destacats en un projecte fotoreal o animat                                  | Dean Clarke, Oliver Gee, Eliot Naimie, Mark Robson (per a la Tempesta de la Terra Mitjana a "Adrift")                                                                                            | Nominat   | [ 149 ] [ 150 ] |
| World Soundtrack Awards                               | 21 d'octubre de 2023   | Compositor de televisió de l'any                                                                         | Bear McCreary | Pendent   | [ 151 ]         |